# Combat de Bamberg
Le combat de Bamberg oppose les Français commandés par le général Kléber aux Autrichiens. La confrontation a lieu le 4 août 1796. La prise de Bamberg a lieu le même jour.

## La bataille
L'armée de Sambre-et-Meuse, commandée par le général Kléber, s'avance vers Bamberg. Les Autrichiens, postés en avant de la ville, la défendent. Bien qu'en supériorité numérique (le double) les Autrichiens sont finalement repoussés par les généraux Championnet, Grenier, Bernadotte et Ney au-delà du Main.
Le même jour, les Autrichiens battent en retraite. Ils abandonnent dans Bamberg d'immenses magasins de grains, de farine et d'avoine ainsi que deux canons.